# L'Inconnue (film, 1966)
Pour les articles homonymes, voir L'Inconnue.
Pour plus de détails, voir Fiche technique et Distribution.
L'Inconnue est un film français de Claude Weisz, sorti en 1966.

## Synopsis
Un jeune homme s'éprend éperdument d'une inconnue aperçue dans une salle de spectacle. Il la suit dans Paris et lui déclare qu'il l'aime, mais elle le fuit. Il la retrouve un peu plus tard et elle lui révèle qu'elle est sourde. Son handicap l'a rendue défaitiste : elle pense que c'est un obstacle à une relation amoureuse. Plutôt que de s'engager dans une histoire sentimentale vouée à l'échec, l'inconnue préfère disparaître après avoir vécu de brèves, mais intenses émotions.

## Fiche technique
- Titre original : L'Inconnue
- Réalisation : Claude Weisz
- Scénario : Claude Weisz d'après la nouvelle d'Auguste de Villiers de L'Isle-Adam, L'Inconnue (recueil Contes cruels, 1883)
- Assistant réalisation : Jacques Fansten
- Photographie : Christian Dupré
- Cadrage : Jean-Claude Rahaga, Jean-Claude Boussard
- Son : Georges Dadoun
- Montage : Danielle Anezin
- Musique : Béla Bartók, Bohuslav Martinů
- Production : Gilbert Pascaud
- Société de production : Les Films Gilbert Pascaud (France)
- Société de distribution : Interscience Film (France)
- Pays d’origine :  France
- Langue : français
- Tournage extérieur : Paris (France)
- Format : 35 mm — noir et blanc — 1.66:1 — monophonique
- Genre : drame
- Durée : 16 minutes
- Année de sortie :  1966
- (fr) Classification CNC : tous publics (visa d'exploitation no 32652 délivré le 27 décembre 1966)

## Distribution
- Gérard Blain : le jeune homme
- Paloma Matta : la jeune inconnue